# Дунбао
Дунба́о (кит. упр. 东宝, пиньинь Dōngbǎo) — район городского подчинения городского округа Цзинмэнь провинции Хубэй (КНР). Район назван по находящейся на его территории пагоде времён империи Суй.

## История
В 1979 году из уезда Цзинмэнь округа Цзинчжоу был выделен город Цзинмэнь. В 1983 году решением Госсовета КНР город Цзинмэнь был выведен из состава округа Цзинчжоу и подчинён напрямую властям провинции Хубэй; уезд Цзинмэнь был при этом расформирован, а его территория присоединена к городу Цзинмэнь. В 1985 году город Цзинмэнь был разделён на районы Дунбао и Шаян.
В 2001 году из района Дунбао был выделен район Додао.

## Административное деление
Район делится на 2 уличных комитета, 6 посёлков и 1 волость.